# پلانکتومیست‌ها
پلانکتومیست‌ها یک شاخه از باکتری‌های آبزی هستند و در نمونه‌های آب لب شور و دریایی وآب شیرین یافت می‌شوند. آن‌ها با جوانه زدن تکثیر می‌شوند. اعضای این گروه تخم مرغی شکل هستند و در نوک زائده‌ای نازک استوانه‌ای به نام استالک که از سلول بیرون زده‌است، در انتهای غیر تولید مثلی، یک گیرک دارند که به آن‌ها کمک می‌کند حین جوانه زنی به یکدیگر متصل شوند.
کاوالیر-اسمیت پلانکتومیست‌ها را در کلاد پلانکتوباکتریا در کلاد بزرگتر گراسیلیکوت‌ها قرارداده‌اند، اما این نظریه کاملاً پذیرفته شده نیست.

## ساختار
مدت زیادی تصور می‌شد باکتری‌های متعلق به این گروه فاقد پپتیدوگلیکان (مورئین) در دیواره سلولیشان باشند، که هتروپلیمر مهمی در دیوارهٔ اغلب باکتری هاست و نقش محافظتی دارد. تصور می‌شد که دیواره آن‌ها از گلیکوپروتئین ساخته شده باشد که غنی از گلوتامات است. هرچند اخیراً نمونه‌های گرفته شده از هر سه کلاد موجود در پلانکتومیست‌ها در دیواره خود پپتیدوگلیکان را نشان داده‌اند.